# Stefan Curra
Stefan Curra (* 1975) ist ein ehemaliger österreichischer Skirennläufer.
Curra war Schüler der Skihandelsschule Schladming und ging für den Kärntner Skiclub Reichenfels an den Start. Als Mitglied des Kaders des Österreichischen Skiverbandes (ÖSV) nahm er bis 1999 am Europacup teil.
Sein größter Erfolg bei internationalen Rennen war der vierte Platz in der Kombination bei den Juniorenweltmeisterschaften 1994. Im Europacup erreichte er einen zweiten und zwei dritte Plätze und belegte in der Riesenslalomwertung am Ende der Saison 1996/97 den fünften Platz.
1995 wurde er österreichischer Meister in der Kombination. Der Sprung in den Weltcup gelang ihm jedoch nicht.